# Ligat ha’Al 2006/07
Die Ligat ha’Al 2006/07 war die achte Spielzeit der höchsten israelischen Fußballliga unter diesem Namen, und die 58. Saison insgesamt. Die Saison begann am 26. August 2006 und endete am 27. Mai 2007.
Beitar Jerusalem gewann die Meisterschaft.

## Modus
Die zwölf Mannschaften spielten im Verlauf der Saison dreimal gegeneinander. Die Teams, die nach 22 Spielen die ersten sechs Plätze belegten, hatten ein Heimspiel mehr als die Teams auf den unteren sechs Plätzen. Die beiden Letztplatzierten mussten in die Liga Leumit absteigen.

## Vereine
| Verein                  | Stadt          | Stadion                     | Kapazität |
| ----------------------- | -------------- | --------------------------- | --------- |
| Beitar Jerusalem        | Jerusalem      | Teddy-Stadion               | 31.733    |
| Maccabi Tel Aviv        | Tel Aviv-Jaffa | Bloomfield-Stadion          | 29.150    |
| Hapoel Tel Aviv         | Tel Aviv-Jaffa | Bloomfield-Stadion          | 29.150    |
| Bne Jehuda Tel Aviv     | Tel Aviv-Jaffa | Bloomfield-Stadion          | 29.150    |
| Maccabi Haifa           | Haifa          | Kiryat-Eliezer-Stadion      | 14.000    |
| Hapoel Petach Tikwa     | Petach Tikwa   | HaMoshava-Stadion           | 11.500    |
| Maccabi Petach Tikwa    | Petach Tikwa   | HaMoshava-Stadion           | 11.500    |
| Maccabi Herzlia         | Herzlia        | Städtisches Stadion Herzlia | 08.100    |
| Hakoah Amidar Ramat Gan | Ramat Gan      | Winter-Stadion              | 08.100    |
| MS Aschdod              | Aschdod        | HaYud-Alef-Stadion          | 07.800    |
| Maccabi Netanja         | Netanja        | Sar-Tov-Stadion             | 07.500    |
| Hapoel Kfar Saba        | Kfar Saba      | Levita-Stadion              | 05.500    |

## Abschlusstabelle
| Pl. | Verein                      | Sp. | S  | U  | N  | Tore    | Diff. | Punkte |
| --- | --------------------------- | --- | -- | -- | -- | ------- | ----- | ------ |
| 1.  | Beitar Jerusalem            | 33  | 19 | 10 | 4  | 052:240 | +28   | 67     |
| 2.  | Maccabi Netanja             | 33  | 15 | 12 | 6  | 037:250 | +12   | 57     |
| 3.  | Maccabi Tel Aviv 1          | 33  | 15 | 11 | 7  | 042:280 | +14   | 54     |
| 4.  | Hapoel Tel Aviv (P)         | 33  | 15 | 9  | 9  | 053:400 | +13   | 54     |
| 5.  | Maccabi Haifa (M)           | 33  | 14 | 9  | 10 | 045:390 | +6    | 51     |
| 6.  | Maccabi Petach Tikwa        | 33  | 14 | 8  | 11 | 031:270 | +4    | 50     |
| 7.  | MS Aschdod                  | 33  | 12 | 6  | 15 | 049:490 | ±0    | 42     |
| 8.  | Hapoel Kfar Saba            | 33  | 8  | 16 | 9  | 041:400 | +1    | 40     |
| 9.  | Bne Jehuda Tel Aviv         | 33  | 7  | 14 | 12 | 034:500 | −16   | 35     |
| 10. | Maccabi Herzlia (N)         | 33  | 9  | 7  | 17 | 047:550 | −8    | 34     |
| 11. | Hakoah Amidar Ramat Gan (N) | 33  | 6  | 10 | 17 | 032:540 | −22   | 28     |
| 12. | Hapoel Petach Tikwa 2       | 33  | 3  | 10 | 20 | 029:610 | −32   | 16     |

Platzierungskriterien: 1. Punkte – 2. Tordifferenz – 3. geschossene Tore

| (M) | amtierender israelischer Meister     |
| (P) | amtierender israelischer Pokalsieger |
| (N) | Neuaufsteiger der letzten Saison     |

## Kreuztabelle
| Spieltag 1–22           | Beitar Jerusalem | Maccabi Netanja | Maccabi Tel Aviv | Hapoel Tel Aviv | Maccabi Haifa | Maccabi Petach Tikwa | MS Aschdod | Hapoel Kfar Saba | Bne Jehuda Tel Aviv | Maccabi Herzlia | HAK | Hapoel Petach Tikwa |
| ----------------------- | ---------------- | --------------- | ---------------- | --------------- | ------------- | -------------------- | ---------- | ---------------- | ------------------- | --------------- | --- | ------------------- |
| Beitar Jerusalem        |                  | 0:0             | 0:0              | 2:1             | 1:1           | 0:0                  | 2:0        | 2:0              | 0:0                 | 3:0             | 0:0 | 2:0                 |
| Maccabi Netanja         | 3:1              |                 | 1:1              | 1:1             | 3:1           | 2:0                  | 1:3        | 1:0              | 0:0                 | 1:0             | 1:0 | 1:1                 |
| Maccabi Tel Aviv        | 1:2              | 0:0             |                  | 0:0             | 1:1           | 1:0                  | 1:0        | 0:2              | 4:0                 | 2:1             | 1:0 | 1:0                 |
| Hapoel Tel Aviv         | 1:1              | 2:1             | 1:3              |                 | 2:0           | 0:1                  | 1:0        | 1:1              | 3:1                 | 2:0             | 4:1 | 2:0                 |
| Maccabi Haifa           | 0:3              | 1:0             | 0:0              | 3:2             |               | 1:0                  | 1:0        | 3:3              | 2:0                 | 0:4             | 3:3 | 2:1                 |
| Maccabi Petach Tikwa    | 3:1              | 0:1             | 2:1              | 0:1             | 0:1           |                      | 2:1        | 0:1              | 1:0                 | 2:2             | 0:0 | 1:0                 |
| MS Aschdod              | 1:4              | 2:3             | 2:2              | 2:1             | 1:1           | 1:2                  |            | 3:0              | 1:1                 | 1:0             | 3:0 | 2:1                 |
| Hapoel Kfar Saba        | 2:3              | 1:1             | 1:1              | 0:1             | 1:1           | 3:0                  | 2:2        |                  | 1:2                 | 2:1             | 1:3 | 4:1                 |
| Bne Jehuda Tel Aviv     | 0:2              | 1:1             | 1:1              | 1:1             | 2:1           | 2:1                  | 2:3        | 2:2              |                     | 2:1             | 0:0 | 3:1                 |
| Maccabi Herzlia         | 2:1              | 1:0             | 0:2              | 2:2             | 2:2           | 0:3                  | 1:2        | 1:3              | 0:0                 |                 | 1:2 | 0:0                 |
| Hakoah Amidar Ramat Gan | 0:2              | 0:1             | 0:1              | 3:4             | 1:0           | 0:0                  | 0:1        | 0:0              | 3:2                 | 1:2             |     | 0:3                 |
| Hapoel Petach Tikwa     | 0:1              | 0:0             | 1:2              | 0:2             | 0:2           | 0:1                  | 2:3        | 0:0              | 0:0                 | 1:1             | 2:1 |                     |

| Spieltage 23–33         | Beitar Jerusalem | Maccabi Netanja | Maccabi Tel Aviv | Hapoel Tel Aviv | Maccabi Haifa | Maccabi Petach Tikwa | MS Aschdod | Hapoel Kfar Saba | Bne Jehuda Tel Aviv | Maccabi Herzlia | HAK | Hapoel Petach Tikwa |
| ----------------------- | ---------------- | --------------- | ---------------- | --------------- | ------------- | -------------------- | ---------- | ---------------- | ------------------- | --------------- | --- | ------------------- |
| Beitar Jerusalem        |                  | 0:1             | –                | 2:1             | 4:1           | –                    | –          | 2:1              | –                   | 2:2             | –   | 2:0                 |
| Maccabi Netanja         | –                |                 | –                | 0:2             | –             | 0:0                  | 2:1        | –                | 3:0                 | –               | 2:1 | 2:1                 |
| Maccabi Tel Aviv        | 0:1              | 2:1             |                  | –               | 0:1           | –                    | –          | 2:2              | –                   | 3:0             | –   | 2:2                 |
| Hapoel Tel Aviv         | –                | –               | 3:0              |                 | –             | 2:2                  | 2:1        | –                | 0:0                 | –               | 1:2 | 5:1                 |
| Maccabi Haifa           | –                | 0:0             | –                | 4:0             |               | 0:1                  | –          | –                | 2:0                 | –               | 1:2 | 6:1                 |
| Maccabi Petach Tikwa    | 0:1              | –               | 0:2              | –               | –             |                      | 2:0        | 0:0              | –                   | 4:2             | –   | –                   |
| MS Aschdod              | 1:1              | –               | 0:1              | –               | 0:1           | –                    |            | 2:0              | –                   | 0:2             | –   | 4:1                 |
| Hapoel Kfar Saba        | –                | 0:0             | –                | 1:1             | 1:0           | –                    | –          |                  | 1:1                 | –               | 0:0 | –                   |
| Bne Jehuda Tel Aviv     | 1:3              | –               | 3:2              | –               | –             | 0:1                  | 3:2        | –                |                     | 1:4             | –   | –                   |
| Maccabi Herzlia         | –                | 2:3             | –                | 4:1             | 0:2           | –                    | –          | 1:3              | –                   |                 | 5:0 | –                   |
| Hakoah Amidar Ramat Gan | 1:1              | –               | 0:2              | –               | –             | 0:1                  | 4:4        | –                | 2:2                 | –               |     | –                   |
| Hapoel Petach Tikwa     | –                | –               | –                | –               | –             | 1:1                  | –          | 2:2              | 1:1                 | 2:3             | 3:2 |                     |

## Torschützenliste
| Pl. | Name             | Team             | Tore |
| --- | ---------------- | ---------------- | ---- |
| 01. | Yaniv Azran      | MS Aschdod       | 15   |
| 02. | Lior Asulin      | Beitar Jerusalem | 13   |
| 03. | Shai Holtzman    | MS Aschdod       | 12   |
| 03. | Omer Buchsenbaum | Maccabi Herzlia  | 12   |
| 05. | Samuel Yeboah    | Hapoel Kfar Saba | 11   |
| 05. | Idan Shriki      | MS Aschdod       | 11   |
| 07. | Toto Tamuz       | Beitar Jerusalem | 10   |
| 07. | Ibezito Ogbonna  | Hapoel Tel Aviv  | 10   |
| 07. | Avi Nimni        | Maccabi Tel Aviv | 10   |
| 07. | Elyaniv Barda    | Hapoel Tel Aviv  | 10   |
| 07. | Isaac Awudu      | Maccabi Netanya  | 10   |